# Blastomeryx
Blastomeryx is een geslacht van uitgestorven muskusherten, dat endemisch was in Noord-Amerika en voorkwam van het Vroeg-Mioceen tot het Laat-Plioceen, 20,4-10,3 miljoen jaar geleden en bestond ongeveer tien miljoen jaar. Er is mogelijk maar één soort, Blastomeryx gemmifer.

## Beschrijving
Dit vijfenzeventig centimeter lange horenloze dier vertoonde qua uiterlijk en levenswijze veel overeenkomsten met een dwerghert. De hoektanden hadden zich ontwikkeld tot sabelvormige slagtanden.

## Ontwikkeling
Bij een latere soort werden benige knobbels boven op de kop geconstateerd, hetgeen duidelijk maakte dat horens in ontwikkeling waren. Ook werd de omvang van de slagtanden gereduceerd. Een stelregel hiervoor luidt, dat herten met slagtanden geen horens hebben en herten met horens geen slagtanden.

## Leefwijze
Dit dier was een galopperende bosbewoner die zich voedde met bladeren. Met zijn sabelvormige slagtanden wroette het dier in de grond om planten te ontwortelen. Deze slagtanden werden ook gebruikt om vijanden af te weren.

## Vondsten
Resten van dit dier werden gevonden in Noord-Amerika, meer bepaald in Nebraska.